# پیپل کن فلای
پیپل کن فلای (انگلیسی: People Can Fly) شرکت بازی ویدئویی لهستانی است، که در سال ۲۰۰۲ تأسیس شد.